# اناربیج
اناربیج یا سنگه‌خورش یکی از غذاهای محلی در استان گیلان است.
مواد اناربیج را مغز گردوی سائیده شده، سبزی (تره، جعفری، گشنیز، نعنا، خلواش و چوچاق)، گوشت چرخ کرده گوساله، پیاز، رب‌انار ترش یا آب‌انار یا آب‌غوره، زردچوبه و نمک و فلفل تشکیل می‌دهد. این خورش مانند فسنجان کم‌آب است.
در این خورش گوشت‌ها قلقلی شده و با مواد دیگر مخلوط می‌گردند.